# Vasilij Vasil'evic Nikitin (ingegnere)
Vasilij Vasil'evic Nikitin, in russo Василий Васильевич Никитин? (1901 – 1955), è stato un ingegnere russo.

## Biografia
Vasilij Nikitin nasce nel 1901 nel territorio dell'allora Impero russo. La sua formazione scolastica lo avvicina all'architettura tuttavia rimane incuriosito dallo sviluppo dell'aviazione che studiò da autoditatta. Nel 1922 decide di unirsi al gruppo di lavoro che Dmitrij Pavlovič Grigorovič dirigeva nello stabilimento No.3 Krassny Lotschik assumendo negli anni successivi l'incarico di responsabile dell'impostazione generale dei velivoli progettati. Detenne quell'incarico anche dopo l'avvicendamento di Grigorovič con Nikolaj Nikolaevič Polikarpov con il quale rimase fino al 1929.
Nel 1930 passa allo TsKB con il quale collabora fino al 1936. Nel 1933 progetta il suo primo velivolo, l'NV-1, continuando la sua collaborazione nel miglioramento di altri progetti. Nel periodo 1939-1940 entra a far parte dell'OKB 30 (Scuola di aviazione di Mosca) per poi passare dal 1941 a ricoprire incarichi principali nelle più importanti officine di riparazione del periodo e nello TsAGI, dove, oltre ad insegnare, si occupò di dirigere i gruppi di assemblaggio delle gallerie del vento.
Al termine della seconda guerra mondiale iniziò a collaborare con l'OKB Kamov dove ricoprì l'incarico di vicecapo progettista.

## Progetti realizzati
Nella sua carriera Nikitin ha progettato 15 velivoli sperimentali quasi tutti arrivati almeno allo stadio di prototipo:
- NV-1 - 1933.
- NV-2 - 1935.
- NV-2bis - 1938.
- NV-2bis-MG-31/UTI-5 -
- NV-4 - aereo anfibio
  - MU-4 -
- NV-5 -
  - U-5 -
- NV-5bis -
  - U-5bis -
  - U-5LSh/U-5-MG-21F -
- NV-6/UTI-6 (Nikitin-Shevchenko) - 1939.
- IS-1 (Nikitin-Shevchenko), caccia sperimentale monomotore monoposto a configurazione alare variabile - 1940
- IS-2/I-220 (Nikitin-Shevchenko), da non confondere con il MiG/I-220 - 1941.
- IS-4 (Nikitin-Shevchenko) solo progetto.